# Under Capricorn
Under Capricorn (en España, Atormentada; en Argentina, Bajo el signo de Capricornio) es una película de 1949 dirigida por Alfred Hitchcock, basada en una novela de Helen Simpson. Fue coproducida por Hitchcock y Sidney Bernstein para su efímera compañía Transatlantic Pictures y distribuida por Warner Bros.
La película está ambientada en Australia en 1831 y protagonizada por Ingrid Bergman, Joseph Cotten y Michael Wilding. Fue la segunda película de Hitchcock en technicolor y usó muchas tomas largas de hasta diez minutos de duración parecidas a las de La soga (1948). El que la película fuera un drama sobre un triángulo amoroso con toques de suspense y no el thriller que el público esperaba y la mala publicidad de Bergman al haberse descubierto su relación fuera del matrimonio con Roberto Rossellini, llevó al fracaso de taquilla y a Hitchcock y Bernstein a disolver Transatlantic Pictures.

## Argumento
A la Australia del siglo XIX llega Charles Adare (Michael Wilding), sobrino del gobernador Sir Richard. Charles conocerá al exconvicto y magnate Sam Flusky (Joseph Cotten), un personaje serio y áspero que está casado con la prima de aquel, Henrietta (Ingrid Bergman), una bella mujer que ha caído en una adicción al alcohol que parece que la está llevando a la locura y el ostracismo social. Flusky había sido mozo de cuadras en la mansión británica de la familia de su esposa, con quien se fugó. Perseguidos por el hermano de Henrietta, Flusky había sido condenado y deportado a Australia tras la muerte por arma de fuego del hermano. Henrietta lo dejó todo y marchó también a Australia, donde esperó en la miseria que Flusky cumpliera su condena. 
Ahora Charles intenta ayudar a su prima a salir del ensimismamiento en el que se encuentra, acentuado por la presencia de Milly, el ama de llaves. Charles acaba enamorándose de Henrietta, lo que provocará los celos de Flusky. Tras una discusión, y por accidente, Charles resulta herido por el disparo de la pistola de Flusky. Al ser el segundo delito cometido por un exconvicto, Flusky corre el riesgo de ser condenado a muerte. Pero Henrietta le confiesa al gobernador que fue ella, y no su marido, quien mató a su hermano, por lo que en realidad Flusky fue condenado injustamente. Charles, entonces no denuncia a Flusky y dice que fue un accidente, por lo que éste es puesto en libertad por el gobernador, quien tampoco deportará a Henrietta a Inglaterra para ser juzgada por su crimen, y regresa a su tierra natal sin haber conseguido hacer fortuna en Australia.

## Reparto
| Actor             | Personaje        | Actor            | Personaje        |
| ----------------- | ---------------- | ---------------- | ---------------- |
| Ingrid Bergman    | Henrietta Flusky | Bill Shine       | Sr. Banks        |
| Joseph Cotten     | Sam Flusky       | Victor Lucas     | Reverendo Smiley |
| Michael Wilding   | Charles Adare    | Ronald Adam      | Sr. Riggs        |
| Margaret Leighton | Milly            | Francis de Wolff | Mayor Wilkins    |
| Cecil Parker      | El Gobernador    | G. H. Mulcaster  | Dr. Macallister  |
| Denis O'Dea       | Sr. Corrigan     | Olive Sloane     | Sal              |
| Jack Watling      | Winter           | Maureen Delaney  | Flo              |
| Harcourt Williams | The Coachman     | Julia Lang       | Susan            |
| John Ruddock      | Sr. Potter       | Betty McDermott  | Martha           |